# Harold et Maude (pièce de théâtre)
Pour les articles homonymes, voir Harold et Maude (homonymie).
Harold et Maude est une pièce de théâtre américaine de Colin Higgins. Il s'agit de l'adaptation du scénario du film américain Harold et Maude, réalisé en 1971 par Hal Ashby, dont Colin Higgins était le scénariste. Après une adaptation en roman, l'auteur l'adapte en pièce de théâtre.
L'adaptation de la pièce en langue française est de Jean-Claude Carrière, en 1973, année où elle est représentée en France. La publication a lieu l'année suivante. Le rôle de Maude fut interprété, entre autres, par Madeleine Renaud, Denise Grey, Danielle Darrieux et Line Renaud. 

## Intrigue
Harold Chasen est un jeune homme de 19 ans à l'imagination débordante et morbide, qui profite de son temps libre pour assister aux enterrements, et mettre en scène des suicides pour faire réagir sa mère, Mme Chasen, une femme stricte, tyrannique et un brin hystérique, qui s'occupe de chercher une épouse à son fils. Mais lorsque Harold rencontre Maude, « princesse de 80 ans », anticonformiste et pleine de vie, tout change pour le jeune homme. La vieille femme lui apprend à aimer la vie à travers des expériences plus farfelues les unes que les autres, et Harold en tombe amoureux.

## Publication en français
- éditions L'Avant-Scène théâtre, 1974

## Principales représentations en France

### Théâtre Récamier,1973

#### Fiche technique
- Auteur : Colin Higgins
- Mise en scène : Jean-Louis Barrault
- Adaptation : Jean-Claude Carrière
- Reprise : 1975 et 1980 (Théâtre d'Orsay)

#### Distribution
- Madeleine Renaud : Maude
- Daniel Rivière : Harold

### Théâtre Antoine,1987[1]

#### Fiche technique
- Auteur : Colin Higgins
- Mise en scène : Jean-Luc Tardieu
- Adaptation : Jean-Claude Carrière
- Décors : Bernard Evein
- Représentations : 1985 (Espace 44 Nantes) ; 1987 (Théâtre Antoine)

#### Distribution
- Denise Gray : Maude
- Jean-Christophe Lebert : Harold
- Corinne Marchand : Mme Helen Chasen, la mère d'Harold
- Isabelle Chausse : Marie
- Michel Bertay : Le docteur
- Jean-Renaud Garcia : Le prêtre
- Frédéric Saurel : Le jardinier
- Anne Loiret : Sylvie Gazelle
- Thierry Murzeau  : L'inspecteur Bernard

#### Autour de la pièce
- Une nomination en 1987 pour le Molière de la comédienne à Denise Grey et pour le Molière de la révélation théâtrale à Jean-Christophe Lebert.

### Théâtre des Bouffes-Parisiens,1995

#### Fiche technique
- Auteur : Colin Higgins
- Mise en scène : Jacques Rosny
- Adaptation : Jean-Claude Carrière
- Décors et costumes : Jean-François Gobert
- Musique : Guy Béart
- Première représentation : 1er septembre 1995 au Théâtre des Bouffes-Parisiens

#### Distribution
- Danielle Darrieux
- Adrien de Van : Harold
- Alain Feydeau
- Évelyne Dandry : Mme Helen Chasen, la mère d'Harold
- Daniel Royan
- Yvon Victor
- Claude Brunel
- Isabelle Hoareau
- Gérard Dupont
- Pierre Chevalier
- Alice Papierski

### Théâtre Antoine-Simone Berriau,2012

#### Fiche technique
- Auteur : Colin Higgins
- Mise en scène : Ladislas Chollat
- Adaptation : Jean-Claude Carrière
- Scénographie : Emmanuelle Roy
- Lumières : Alban Sauvé
- Costumes : Jean-Daniel Vuillermoz
- Musique : Frédéric Norel
- Première représentation : 2 février 2012 au Théâtre Antoine-Simone Berriau

#### Distribution
- Line Renaud : Maude
- Thomas Solivéres : Harold
- Claire Nadeau : Mme Helen Chasen, la mère d'Harold
- Denis Berner
- Sophie Bouilloux
- Benjamin Boyer
- Chloé Catrin
- Christian Pereira : Le psychologue
- Grégory Vouland

## Documentation
Dossier dans l'édition française Harold et Maude, éd. Flammarion, coll. « Étonnants classiques », 2009